# 25373 Gorsch
25373 Gorsch (tên chỉ định: 1999 TC166) là một tiểu hành tinh vành đai chính. Nó được phát hiện bởi dự án Nghiên cứu tiểu hành tinh gần Trái Đất Lincoln ở Socorro, New Mexico, ngày 10 tháng 10 năm 1999. Nó được đặt theo tên Lisa Gorsch, an American educator ở Charlottesville, Virginia.